# Laura Cahen
Pour les articles homonymes, voir Cahen.
Laura Cahen, née le 19 octobre 1990 à Nancy, est une auteure-compositrice-interprète française.

## Biographie

### Jeunesse et débuts musicaux
Laura Cahen naît à Nancy en 1990 dans une famille remplie de musique : ses parents écoutent du jazz, de la chanson française et des groupes comme les Beatles. Ses deux frères aînés sont ingénieur du son et musiciens.  
À l'âge de 4 ans, Laura commence l’éveil musical à Mirecourt, puis déménage à Nancy, où elle suit des cours de piano et de violon à l’école de musique du Placieux. À 10 ans, elle apprend le chant à l’École des Musiques Actuelles de Nancy et la guitare en autodidacte. À 15 ans, elle commence à écrire des chansons. 
Laura Cahen commence sa carrière en 2007 avec le duo Deux Z'elles formé avec Lorette Vuillemard, surveillante dans son lycée à Nancy et contrebassiste,. Le nom du duo provient des deux « L », initiale de leurs prénoms.  Laura Cahen entre ensuite à la Music Academy International d'où elle sort majore de sa promotion.

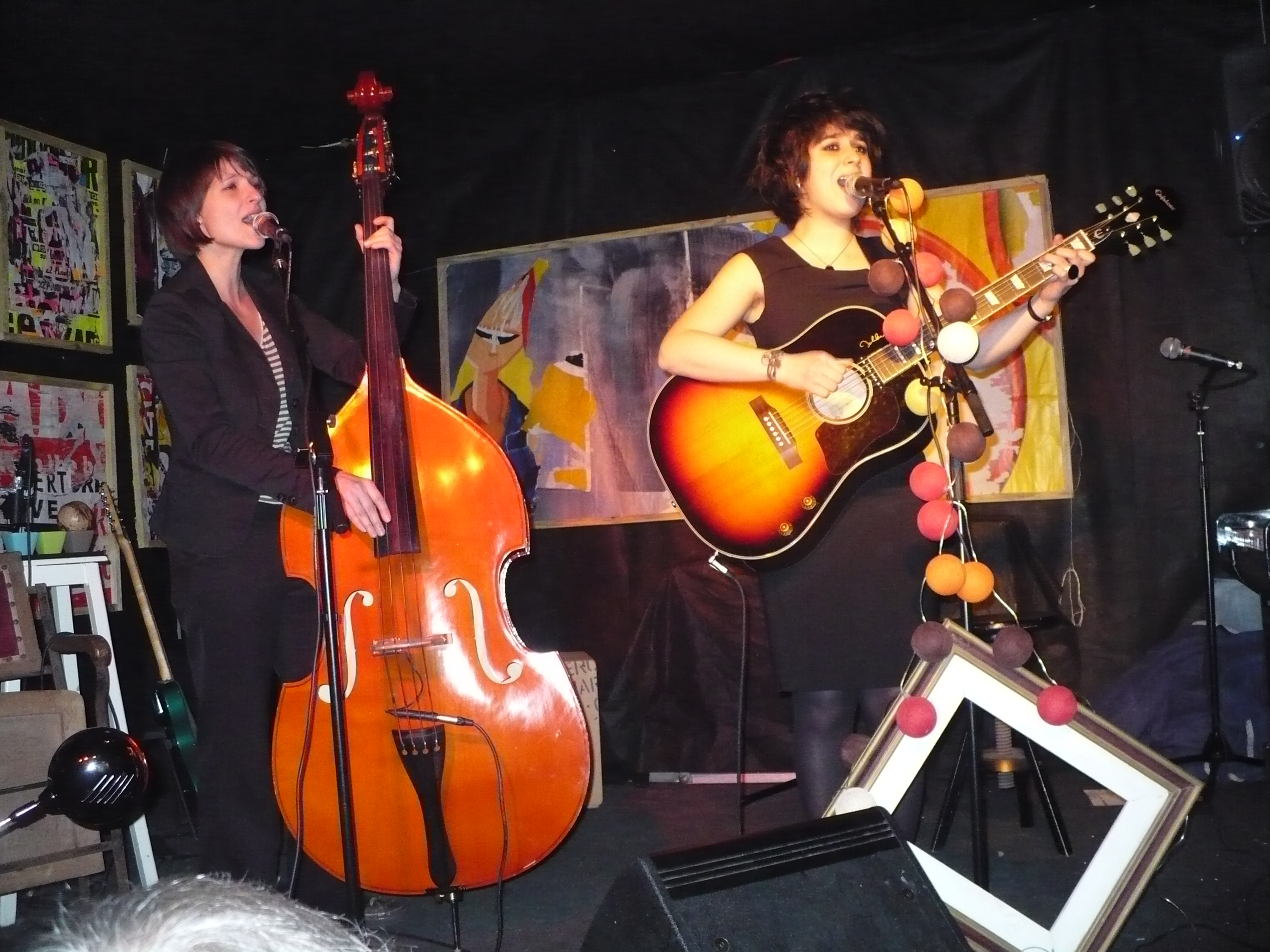
Les Deux Z'elles en 2010 à Metz.

### Carrière en solo
En 2012, elle se fait découvrir du public avec un premier EP 4 titres dont le titre Mon loup intègre alors la playlist de France Inter. 2013 est une année faste: elle est lauréate du FAIR et remarquée par Les Inouïs du Printemps de Bourges.
Un nouvel EP 6 pistes intitulé O sort au printemps 2015 avec le single Réverbère.
Elle donne un peu plus de deux cents concerts en France (y compris à Saint-Pierre-et-Miquelon) et à l'étranger. En particulier, elle tourne au Québec et dans le réseau des Alliances françaises en Chine. En juillet 2015, elle est en concert aux Francofolies de La Rochelle dans le cadre des Chantiers des Francos.

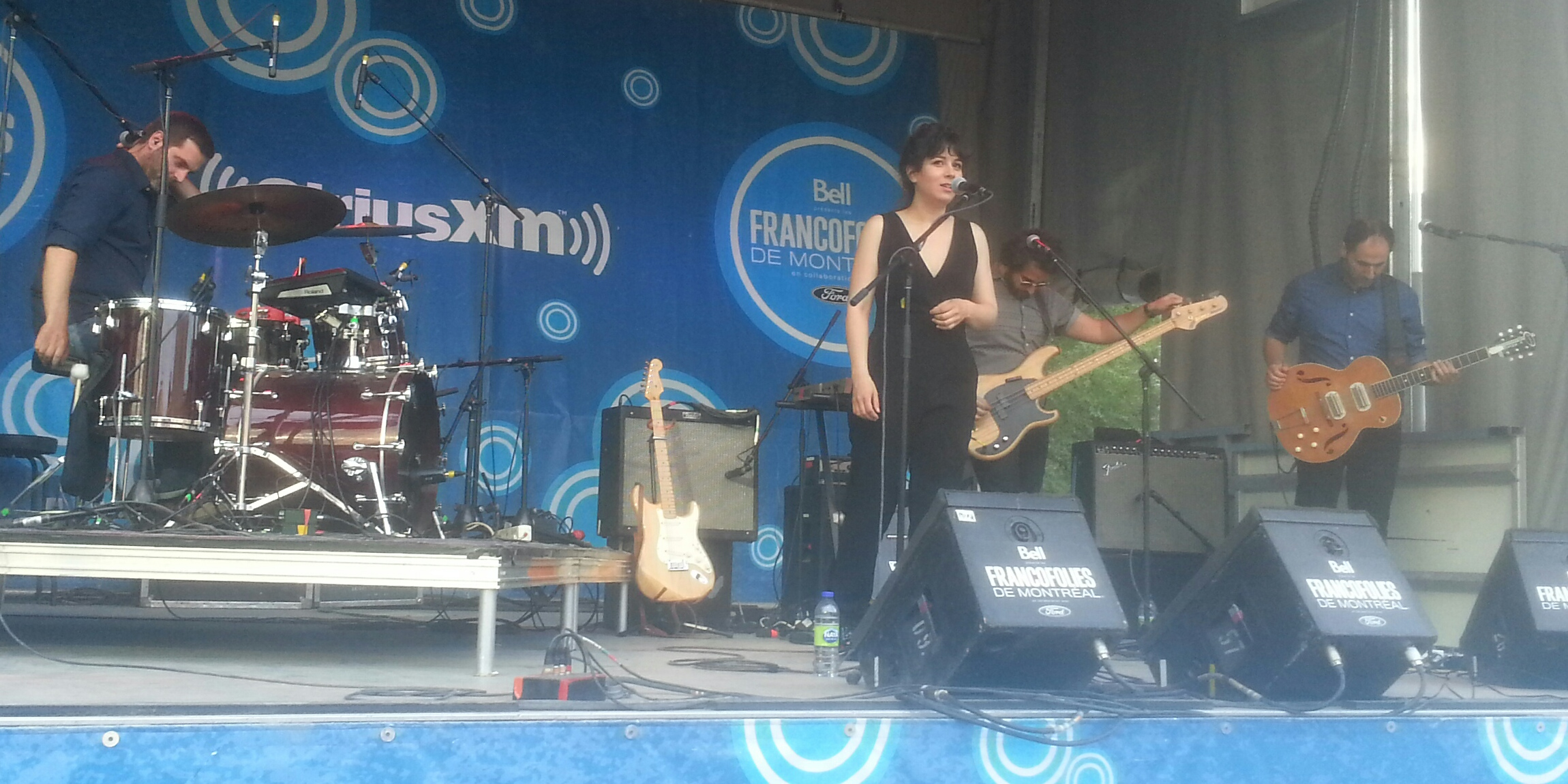
Laura Cahen aux Francofolies de Montréal en 2016.

Son premier album Nord, réalisé par Samy Osta (Juniore), sort en 2017 et est salué par la critique, devenant par exemple l'un des quinze coups de cœur décernés dans la catégorie chanson de l'académie Charles-Cros.
Sa chanson La complainte du soleil est le titre du générique de fin du film J'ai perdu mon corps de Jérémy Clapin en 2019, récompensé pour la musique aux Césars et nommé aux Oscars.
Elle reçoit en 2020 la Bourse Musicien de la Fondation Lagardère pour soutenir un nouveau projet d'album.
En 2021, elle sort son deuxième album, Une Fille, réalisé par Dan Levy (The Do), sur le label [PIAS] Recordings France.
Cet album est un franc succès, diffusé largement sur France Inter et recevant notamment la note de 4 T par Télérama. La chanson Poussière apparaît la même année dans la série américaine You (Netflix). Elle accompagne ses chansons de clips dans lesquels apparaissent des actrices telles que Vicky Krieps, Luana Bajrami, Camille Rutherford ou encore Hafsia Herzi. Elle-même apparaît avec sa chanson Nuit Forêt dans le téléfilm de cette dernière, La Cour, en 2022.
En 2023, elle sort Des Filles, un EP de collaborations avec d'autres femmes musiciennes : Jeanne Added, Juliette Armanet, Pi Ja Ma, Mélissa Laveaux, Emel Mathlouti, Juneson. Il est réalisé par Dan Levy et Mike Lindsay.
En janvier 2024, son troisième album sort. Intitulé De l'autre côté, il a été enregistré entre Dieppe et Margate (Angleterre) avec Mike Lindsay et Joséphine Stephenson et mixé et masterisé par Fab Dupont à New York (USA).

## Influences musicales
Les Inrocks la placent entre Barbara et Camélia Jordana. Laura Cahen se revendique plutôt de Serge Gainsbourg, Billie Holiday, Keren Ann ou Feist.
En mai 2021, elle déclare au magazine Les Inrockuptibles que ses influences musicales sont principalement anglaises. Elle cite les groupes Portishead, Radiohead et les chanteuses Björk (qui est islandaise) et Kate Bush. Elle ajoute des artistes français tels que Barbara, Bertrand Belin et Alain Bashung.

## Style de chant
Pour Le Figaro, elle possède « une nostalgie douce dans le timbre, balancé par une tessiture ronde, parfois perchée, parfois grondante ».
De Laura Cahen, l’auteur Éric Reinhardt a écrit : « Il y a dans sa tessiture quelque chose de tout juste arrivé, de frais, de cru, mais avec dedans du très ancien, des échos d’opérette, des résurgences de transistor, de 78 tours, de gramophone ancestral, et c’est ce que j’aime, personnellement, dans la voix de Laura Cahen, qui finalement est aussi profonde et habitée, venue de loin, que son vertigineux regard nocturne ».

## Discographie

### Deux Z'elles
- 2009 : Deux Z'elles (EP)
- 2011 : À deux (EP)

### En solo

#### Albums studio
- 2017 - Nord (Bellevue Music)
- 2021 - Une fille (PIAS)
- 2025 - De l'autre côté (PIAS)

#### EP et singles
- 2012 : Laura Cahen, EP 4 titres
- 2015 : O, EP 6 titres
- 2015 : R, 45 tours
- 2023 : Des Filles, EP 7 titres